# 江岸区
江岸区（こうがん/ジャンアン-く、中国語:江岸区、拼音: Jiāng'àn Qū、武漢語:/tɕaŋ˥ŋan˧˥tɕʰy˥/、英語:Jiang'an District）は中華人民共和国湖北省武漢市の市街地に位置する市轄区で、漢口三区のひとつである。武漢市人民政府は同区の沿江大道188号に位置する。略称は「岸」であるが、区政府が発布する政令以外に殆ど使われていない。

## 概要
江岸区は長江の北岸、武漢市街の北東部に位置し、総面積は80.28平方キロメートルで、2016年末時点の常住人口は96.13万である。
当地は長江中流の大商業都市の漢口の郊外であったが、1858年の天津条約を期に漢口租界が建設された。江岸区の長江沿いには、租界時代の近代建築が多数残っている。

## 政治機関・首長
江岸区人民政府の所在地は六合路1号。区の政治機関を以下に記載する。
1. 中国共産党江岸区委員会：区の共産党指導部である。中国共産党江岸区委員会書記（略称「区委書記」、副地級）は区の首長。
2. 江岸区人民政府：行政機関であり、区役所に相当する。江岸区人民政府区長（略称「区長」、副地級）は区の行政上の長。
3. 江岸区人民代表大会：区の国家権力機関及び議決機関であり、区議会に相当する。
4. 中国人民政治協商会議武漢市江岸区委員会：政治協議機関である。
5. 江岸区監察委員会：監察機関である。
6. 江岸区人民法院：司法機関であり、地方裁判所に相当する。
7. 江岸区人民検察院：検察機関であり、地方検察庁に相当する。

## 行政区画
- 街道:大智街道、一元街道、車站街道、四唯街道、永清街道、西馬街道、球場街道、労動街道、二七街道、新村街道、丹水池街道、台北街道、花橋街道、諶家磯街道、後湖街道、塔子湖街道

## 医療・福祉
- 武漢市中医病院
- 中国人民解放軍中部戦区総合病院(漢口院区)（旧 武漢161病院）
- 長航総合病院
- 武漢漢口病院
- 武漢中心病院
- 武漢第6病院
- 武漢第8病院
- 武漢小児病院